# Музей пива и пивоварения (Милуоки)
Музей пива и пивоварения — музей в Милуоки (штат Висконсин), организованный группой энтузиастов (один из них — Карл Стросс, бывший работник пивоваренной компании Pabst Brewing Company, — скончался в 2006 году в возрасте 94 лет).
До 2008 года музей не имел постоянного адреса, существуя за счёт временных выставок. У музея есть сайт, на котором публикуются статьи об истории пивоварения и, в частности, пивоварения в Милуоки.